# Henrique de Sommer
Henrique de Araújo de Sommer (Lisboa, 29 de janeiro de 1886 — Cascais, 28 de março de 1944) foi um empresário português.

## Biografia
Descendente de uma família alemã radicada em Portugal, cresceu numa quinta situada nos Anjos, urbanizada pelo avô, o barão Heinrich von Sommer, quando se fixou em Lisboa. A proximidade da família, rodeado de tios e primos, foi um fator importante na formação da sua personalidade. Ligado ao comércio de ferro, através da Casa Sommer & Cia., criada pela família em meados do século XIX, ficaria conhecido como o pai da indústria cimenteira em Portugal. 
Com efeito, o projeto da vida de Henrique Sommer foi a fundação da Companhia de Cimentos de Leiria, em 1920, projeto que concebeu juntamente com o engenheiro de minas Gastão de Benjamim Pinto. Para levar a cabo a empresa mandaram construir uma fábrica na Maceira, concelho de Leiria, cuja instalação contou com o apoio técnico de José Osório da Rocha e Mello, um engenheiro civil formado em Lausanne. Nessa fábrica, inaugurada a 3 de maio de 1923, mandou instalar o primeiro forno rotativo e iniciou a produção de Cimento Portland, alcançando as 60 mil toneladas de produção por ano. A 5 de outubro de 1934, foi agraciado com o grau de Grande-Oficial da Ordem Civil do Mérito Agrícola e Industrial - Classe do Mérito Industrial. Em 1935, confirmando a sua posição no setor, tornou a Casa Sommer & Cia. no maior acionista da Companhia Cimentos Tejo, tornando-se então o maior produtor de cimento do país. Em 1938, na fábrica da Maceira, estreou o forno Lepol, que viria reduzir o consumo energético e implicar um conjunto de inovações na homogeneização do cru e no transporte à distância. Além do setor de produção a fábrica tornar-se-ia numa espécie de condomínio industrial, possuindo um bairro operário que incluía uma escola, um posto médico com maternidade, balneários, um espaço recreativo com biblioteca e uma capela. 
Também na fábrica de Alhandra, em fornos de cimento, Henrique de Sommer experimentou o processo Basset, para fabricar lingotes de ferro, processo depois considerado inviável, mas exemplificativo da investigação e inovação promovidas por este empresário. Entre outras participações por si detidas, conta-se a Vulcano, grande fabricante de caldeiras e radiadores. 
Morrendo sem filhos, a partilha da herança de Henrique de Sommer entre irmãs e sobrinhos deu azo um polémico processo judicial, conhecido como o caso da Herança Sommer, que durante anos se arrastou nos tribunais, e que motivou inclusive a emissão de um mandado de captura a António Champalimaud, seu sobrinho materno, em 1969.